# フェイ台風
フェイ台風（フェイたいふう、昭和24年台風第4号、国際名：Faye）は、1949年7月に発生し、九州などに被害を出した台風である。

## 概要

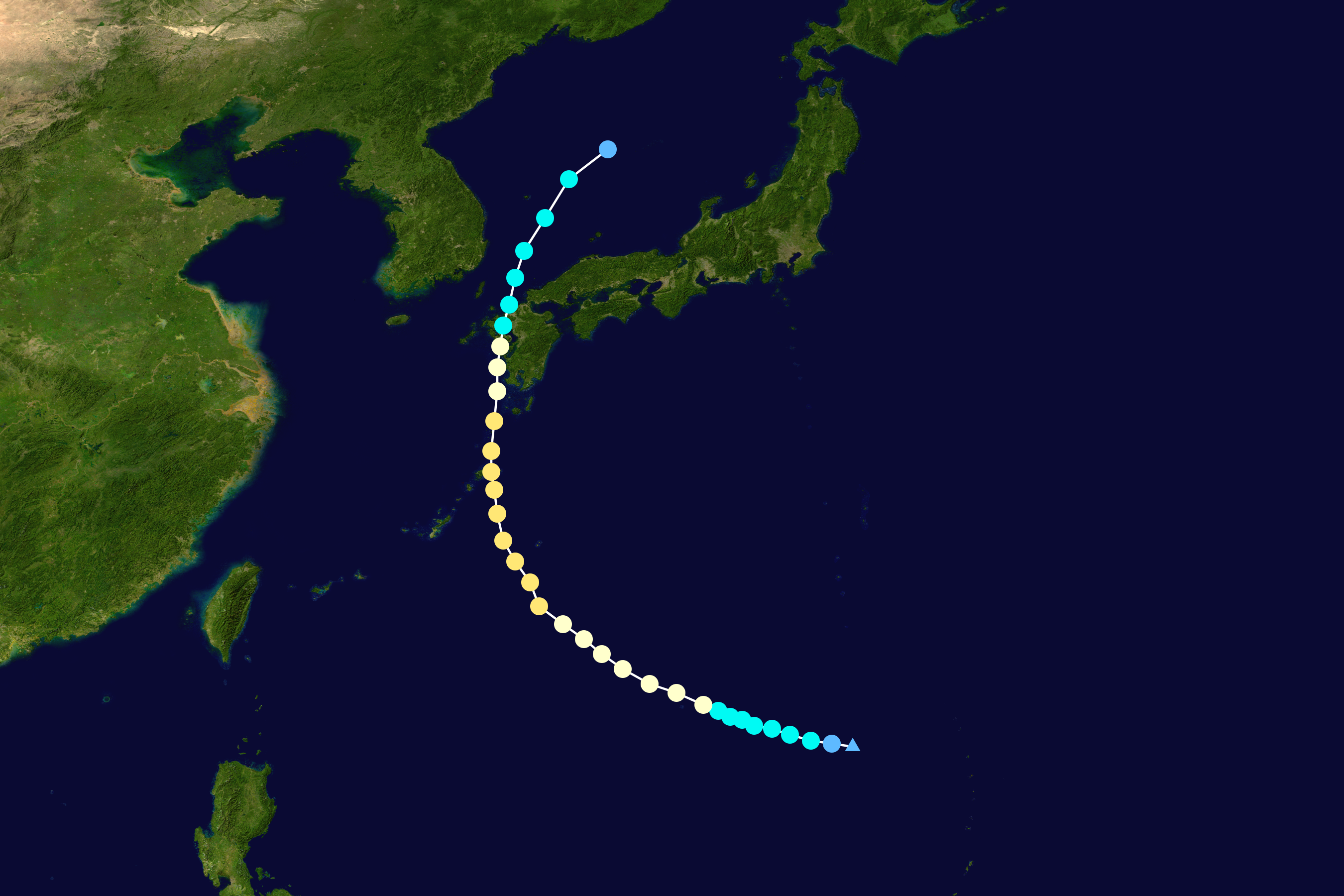
進路図

フェイ台風は1949年7月11日に発生し、九州の西岸を北上。7月16日から7月17日にかけて長崎県をかすめて日本海において消滅した。鹿児島県鹿児島市では最大瞬間風速41.3m/sを記録したほか、総降水量は鹿児島市で148.4mm、熊本県熊本市で154.7mmであった。

## 被害
台風の影響で、鹿児島県で30人、熊本県で10人が死亡するなど、全国で46人が死亡し、12人が負傷した。また建物被害は、全壊・流失125棟、半壊247棟、床上浸水2,054棟、床下浸水4,666棟などとなった。